# Crisip de Capadòcia
Crisip de Capadòcia (en llatí Chrysippus, en grec antic Χρυσίππος "Khrysippos") va ser un famós escriptor eclesiàstic grec del segle v.
Tenia dos germans, Cosme i Gabriel, i junts van estudiar a Síria. Crisip va ser ordenat i després nomenat ecònom del monestir de Laures, prefecte de l'església de la Resurrecció i custodi de l'església de la Santa Creu, càrrec que va ocupar durant deu anys. Va escriure diverses obres sobre temes eclesiàstics que s'han perdut, excepte una Homilia de Sancta Deipara, de la que se'n conserva una versió llatina i alguns fragments d'una petita obra titulada Encomium Theodori Martyris. El seu estil és elegant i concís.